# Museum Brot und Kunst
Das Museum Brot und Kunst – Forum Welternährung ist ein Wissensmuseum in Ulm, das die Bedeutung von Getreide, Brot und Kultur für die Entwicklung der Menschheit darstellt. Dazu gehören natur-, technik- und sozialgeschichtliche Aspekte der Brotherstellung ebenso wie das Verständnis von Brot als Sinnbild für Leben in der jüdisch-christlichen Vorstellungswelt. Besonderes Gewicht liegt auf der Auseinandersetzung mit dem Mangel an Brot bzw. Nahrung in Geschichte und Gegenwart. Hochrangige Kunstwerke des 15. bis 21. Jahrhunderts sollen zeigen, wie tief und vielschichtig das Motiv Brot bzw. Getreide in unserer Kultur verankert ist.

## Geschichte

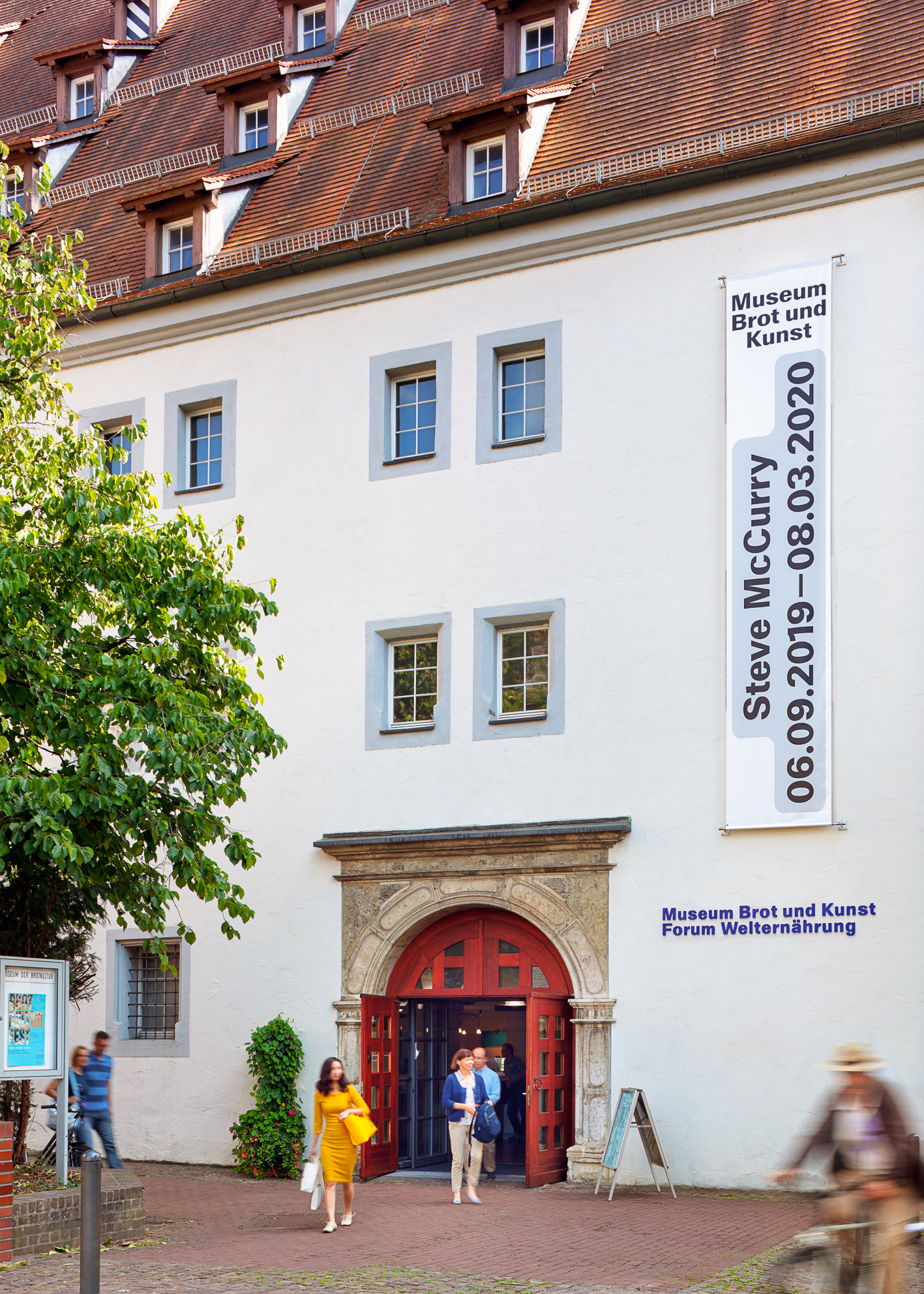
Portal des Museums

Gegründet wurde das Museum im Jahre 1955 von dem Unternehmer Willy Eiselen (1896–1981) und dessen Sohn Hermann Eiselen (1926–2009) als erstes Museum zum Thema Brot weltweit. Ihr Anliegen war es, die Bedeutung von Brot für den Menschen anschaulich zu machen. 1991 übernahm die private Vater und Sohn Eiselen Stiftung Ulm die Trägerschaft des Museums. Untergebracht ist das Museum inmitten der Ulmer Altstadt im 1592 erbauten Salzstadel, einem Renaissancegebäude, das bis Anfang des 19. Jahrhunderts als Lagerhaus für Getreide, Salz und andere Güter diente.

## Museum

### Sammlung

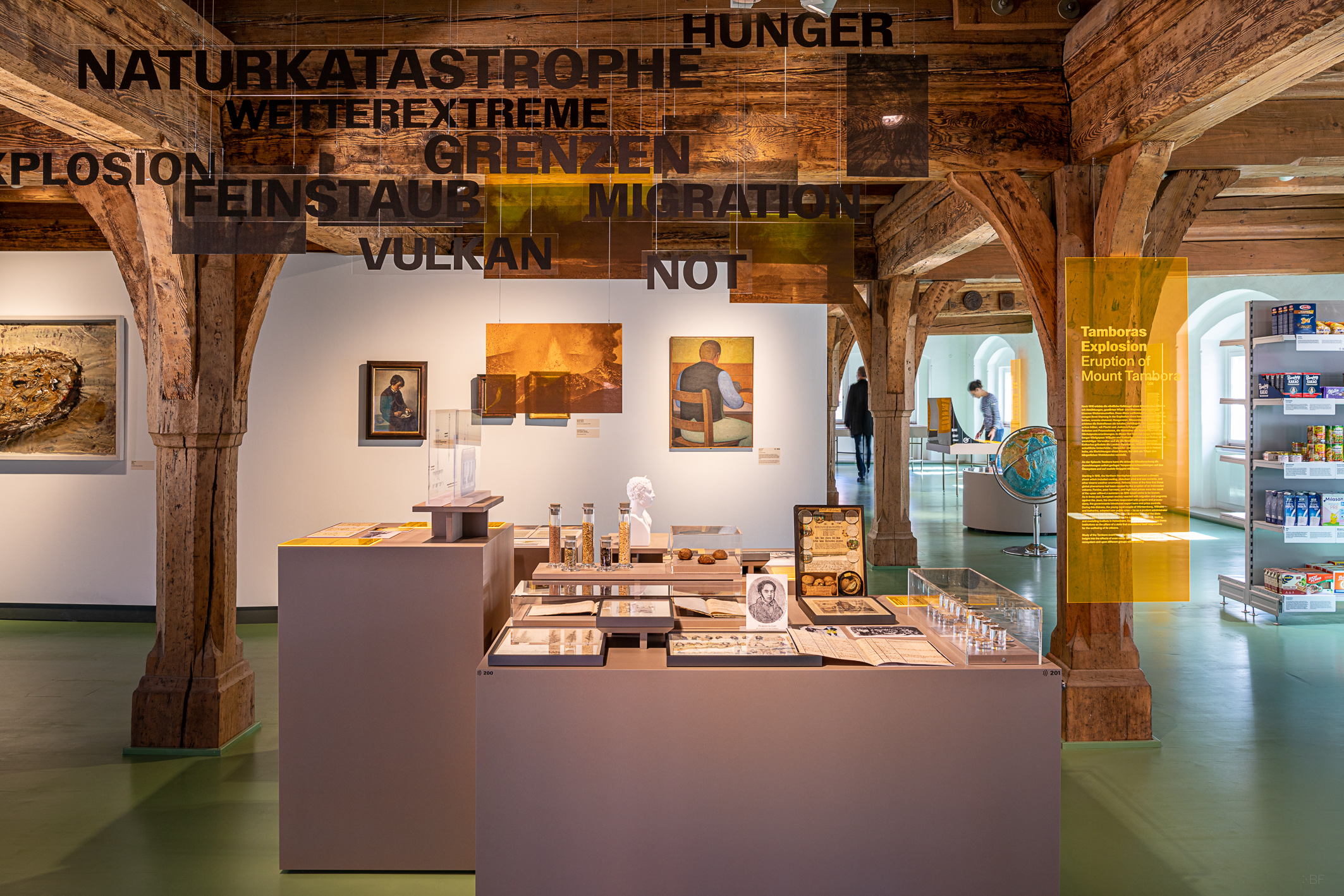
Blick in die Ausstellung

Die umfassend angelegte Sammlung bewahrt rund 20.000 Objekte aus verschiedenen Epochen und vielen Teilen der Welt rund um das Thema Brot und Ernährung. Dazu zählen Gegenstände aus Handwerk und Technik, Gemälde, Skulpturen und Objekte aus religiösen Zusammenhängen, Relikte der frühen Hochkulturen des Mittelmeerraumes (Ägypter, Griechen, Römer), aber auch der Reiskulturen Asiens und der Maiskulturen Lateinamerikas.
Schriftliche und bildliche Zeugnisse und Erinnerungsstücke vermitteln eine Anschauung von der meist unsichtbaren, aber ständig drohenden Gefahr des Hungers in der Geschichte des Menschen. Auch die aktuelle Welternährungslage wird thematisiert.
Eine Besonderheit bilden die zahlreichen Kunstwerke der Sammlung. Ein Schwerpunkt liegt auf der Malerei des 17. Jahrhunderts mit religiösen und profanen Werken von Pieter Brueghel d. J., Jan Flegel oder Frans Francken. Ebenso prominent sind sozialkritische Arbeiten bekannter Künstler wie Ernst Barlach, Max Beckmann, George Grosz, Käthe Kollwitz und Pablo Picasso vertreten. Schließlich bewahrt das Museum einen beachtlichen Bestand zeitgenössischer Werke, der belegt, in welchem Maße sich Künstler wie Man Ray, Salvador Dalí, Joseph Beuys oder Markus Lüpertz mit dem Thema Brot und Ernährung auseinandergesetzt haben.

### Ausstellung
Die Ausstellung im Museum Brot und Kunst hat zwei Teile. Auf der einen Seite steht die Kunst, auf der anderen die Themen rund um Brot, Alltag, Ernährung und Konsum. 19 Themenbilder erzählen von sozial, kultur-, technikgeschichtliche Zusammenhängen rund um Landwirtschaft, Ernährung und Brot. „Brot“ wird dabei zum Brennglas der Betrachtung: Brot und Hunger sind eng mit der Menschheitsgeschichte verbunden. Die Frage nach Nahrung für alle Menschen ist aber auch eine globale Herausforderung der Gegenwart und Zukunft. Die Präsentation der Kunstwerke reicht vom 15. ins 21. Jahrhundert. Sie bietet ein vielseitiges Schauvergnügen, vor exquisiten Stillleben und expressionistischen Landschaften, vor altmeisterlichen Dorfszenen oder Videoarbeiten über Jäger und Sammler im Supermarkt. Viele Werke kreisen um das Verhältnis von Mensch und Natur, um religiöse und ethische Fragen von Nahrung und Verteilung, und um den Menschen als Teil einer Gesellschaft. Besondere Schätze sind die detailreichen Bildwelten von Pieter Brueghel, die surrealistische Skulptur „Retrospektive Frauenbüste“ von Salvador Dalí oder zeitgenössische Installationen von Thomas Rentmeister, Silke Schwarz, Claire Pentecost und Steiner & Lenzlinger.
Eine dokumentarisch-künstlerische Medieninstallation zu Themen der Welternährung ergänzt und erweitert die Ausstellung. Die Installation basiert auf der Vorstellung eines Gesprächs oder Forums: Kreisförmig sind acht Bildschirme angeordnet, auf denen Texte, Bilder und Stimmungen, sowie Statements von Experten lebendig vorgestellt werden. Unterschiedliche Haltungen, Meinungen und Erfahrungen haben hier eine Stimme, die den Museumsbesucher in komplexe Themen eintauchen lassen.

### Sonderausstellungen (Auswahl)
- 2024/25: Verrückt nach Fleisch (Crazy about Meat) mit Werken von Ute Bartel, Michael von Brentano, Pieter Brueghel, Young-Hae Chang Heavy Industries, Pascal Marcel Dreier, Paul Gong, Robert Häusser, Hörner/Antlfinger, Andrea Jäggi-Staudacher, Madame d’Ora, Hartmut Kiewert, Jochen Lempert, Max Liebermann, Peter Menzel, Neozoon, Dieter Roth, Chloé Rutzerveld, Kyoko Takemura, Marije Vogelzang, Silvia Wald, Henk Wildschut, Wu. 25. Oktober 2024 – 13. April 2025, Kuratorin: Dr. Isabel Greschat.